# Antonio Juan Baseotto
Antonio Juan Baseotto CSsR (* 4. April 1932 in Buenos Aires; † 26. Mai 2025 ebenda) war ein argentinischer römisch-katholischer Ordensgeistlicher und Bischof des Argentinischen Militärordinariates.

## Leben
Antonio Juan Baseotto trat der Ordensgemeinschaft der Redemptoristen bei und empfing am 6. April 1957 die Priesterweihe. Baseotto war Biologielehrer und hatte einen Doktortitel in Naturwissenschaften.
Papst Johannes Paul II. ernannte ihn am 1. Februar 1991 zum Koadjutorbischof von Añatuya. Der Bischof von Añatuya, Jorge Gottau CSsR, spendete ihm am 27. April desselben Jahres die Bischofsweihe; Mitkonsekratoren waren Manuel Guirao, Bischof von Santiago del Estero, und Erzbischof Ubaldo Calabresi, Apostolischer Nuntius in Argentinien. Sein bischöflicher Wahlspruch ist der Schlussdoxologie des Hochgebetes der heiligen Messe entnommen und lautet „Durch Ihn, mit Ihm und in Ihm“.
Mit der Emeritierung Jorge Gottaus CSsR folgte er ihm am 21. Dezember 1992 als Bischof von Añatuya nach. Am 8. November 2002 wurde er zum Bischof des Argentinischen Militärordinariates ernannt und am 18. Dezember desselben Jahres in das Amt eingeführt. Als er das von der Regierung von Néstor Kirchner vorgelegte Gesetz zur Legalisierung der Abtreibung öffentlich kritisierte, enthob Kirchner ihn per Dekret seiner Funktionen als  Militärbischof. Der Heilige Stuhl hielt an Baseotto fest, gleichwohl wurde ihm seitens der Armeeführung die Ausübung seines Amtes faktisch unmöglich gemacht.
Am 15. Mai 2007 nahm Papst Benedikt XVI. sein aus Altersgründen vorgebrachtes Rücktrittsgesuch an.
Baseotto starb am 26. Mai 2025 im Alter von 93 Jahren in seiner Wohnung in der Stadt Buenos Aires.